# 安部幸兵衛
安部 幸兵衛（あべ こうべえ、弘化4年9月18日（1847年10月26日） - 大正8年（1919年）9月6日）は、幕末の商人、明治～大正期の実業家。増田屋安部幸兵衛商店を興し、糖商として名を馳せた。横浜舶来砂糖貿易引取組合を組織し、多くの会社の設立に携わり、社長・役員を務めた。従五位。

## 略歴
弘化4年（1847年）9月18日、越中国富山城下八尾宿茂に生まれ、父は加島和兵衛、母は美津、幼名を岩次郎と称した。3歳の時に母に抱かれて江戸へ出る。伯父であった阿部長兵衛に実子が無く、養子に入り幸次郎と改名した。
安政6年（1859年）、13歳で江戸堀江町の海産物商榎並屋庄兵衛支店に丁稚奉公した。同年榎並屋が横浜港の開港に先立って横浜に支店を設けた際に、志願して横浜支店へ出向いた。榎並屋は明治7年に支店を閉じるが、支配人の増田嘉兵衛と共同で商売を継続した。
明治17年（1884年）、横浜市南仲通3丁目に増田屋安部幸兵衛商店の看板を掲げて独立。砂糖・小麦粉・石油及び日用品の貿易商として営業を行った。
明治22年（1889年）、横浜市議会議員となり、明治28年（1895年）には横浜商工会議所の常任委員に選任された。
明治28年（1895年）、横浜舶来砂糖貿易引取組合を組織し組合長となる（同組合は、明治40年（1907年）に横浜砂糖貿易商組合と改称）。
その後、製糖業・製粉業・紡績業の会社の起業や組織の設立に携わった。帝国製粉（現・日本製粉により合併）、磐城セメント（現・住友大阪セメント）、横浜製糖（現・大日本明治製糖）、塩水港精糖、日清紡績（現・日清紡ホールディングス）、日本鋼管（現・JFEホールディングス）、日本工業倶楽部などの設立に携わった。
大正6年（1917年）、食道癌を患う。
病状悪化の折、神奈川県に金100万円の寄附を申し出て、この資金によって神奈川県立商工実習学校（現・神奈川県立商工高等学校）が開校された。
大正8年（1919年）、従五位に叙せられるが、同年9月6日に食道癌のため逝去した。享年73。

## 家族
- 実父・加島和兵衛
- 養父・安部長兵衛 ‐ 伯父
- 長男・安部幸之助（1869年生） ‐ 沖台拓殖製糖社長のほか、満州製粉、大村湾真珠、綿麻紡績、嘉義電燈、新高製糖、台南製糖の役員、横浜市市会議員を務め[1]、1916年には相模紡績を、1919年には高砂麦酒を設立してそれぞれ社長を務めた[2][3]
- 五女・安部ミヨ（1889年生） ‐ 入婿の安部政次郎は大谷嘉兵衛の元養子[4]

## 人物・エピソード
- 体躯に優れ、積極・豪放磊落な性格であったと伝えられる。丁稚奉公時代には、開港当時、攘夷の浪人が跋扈する未開の横浜に行こうと募りに応じる者が現れない中、13歳の幸兵衛が申し出て主人に従って横浜支店へ出たとされる。
- 豪胆な反面、平素は質素で几帳面、かつ無駄が嫌いであったという。会社設立の際の持株の取り分について、その多寡について注文をつけたことがないような豪放さの反面、人力車の運賃などを（当時幾分チップを払うのが通例だったのに対して）定価だけしか支払わず、余分な金は一文も払わなかったという。
- 酒豪であったという。
- 株式相場で取引する者としては並外れた才覚があり、株式相場によって財を大いに利殖したとされている。
- 東京・横浜で開通した電話には、民間の第一号で加入したとされる。電話番号は6番だったという。
- 時代に先駆けて諸外国へ進出する気概を持ち、自身が経営する安部幸兵衛商店は上海（中国）、台南（台湾）、ニューヨーク（米国）、カルカッタ（インド）に支店を有した。